# J1参入決定戦1回戦
J1参入決定戦1回戦（J1さんにゅうけっていせん 1かいせん）は、1998年に行われたJ1参入決定戦において、11月19日に東平尾公園博多の森球技場（福岡県福岡市博多区）で開催された、アビスパ福岡（福岡）対川崎フロンターレ（川崎）の試合である。後述の理由により『神を見た夜』あるいは『博多の森の悲劇』とも呼ばれる。

## 概要
実質的に日本のプロサッカー史上初めての入れ替え戦である「J1参入決定戦」の最初の試合である。一連の試合の中で、唯一の「一発勝負」であり、また唯一の上位リーグである日本プロサッカーリーグ（Jリーグ）所属チームと下位リーグであるジャパンフットボールリーグ（旧JFL）所属チームとの対戦となった。
この試合はNHK衛星第1テレビで全国中継された（解説・山野孝義、実況・和田源二）。また、スポーツジャーナリスト・金子達仁らにより、この試合の模様をまとめたルポルタージュが「神を見た夜」のタイトルで『Sports Graphic Number』467号（1999年3月25日）・468号（1999年4月8日）に前後編にわたって掲載（のちにビデオも発売）された。
この試合の別称ともなっているルポルタージュ『神を見た夜』は主に福岡サイドからみたドキュメントであり、川崎サイドの視点では主に『博多の森の悲劇』と呼ばれる。なお、福岡のMFとして出場した藤本主税が2014年シーズンをもってロアッソ熊本から引退したことにより、この試合に参加したことのある現役選手はいなくなった。

## 試合までの経緯
1999年からJリーグが二部制に移行することに伴い、1998年のシーズンオフに、1部リーグであるディビジョン1（J1）に参加する16チームのうち3チームを決定する「J1参入決定戦」が行われることになった。
このうち、旧JFLからの参入については「1998年シーズンで上位2チームに入ったJリーグ準会員」の参加が認められることとなり、23勝7敗で2位に入った川崎フロンターレがこの条件を唯一満たし、参入決定戦に臨むこととなった。一方、Jリーグ下位チームについては1997年シーズンと1998年シーズンの順位をポイント化したものを合計して比較し、下位となった4クラブ、ジェフユナイテッド市原・コンサドーレ札幌・ヴィッセル神戸・アビスパ福岡がJ1参入決定戦に回ることとなった。
そして、参入決定戦のレギュレーションが発表され、以下の通りとなった。
- 1回戦はJFL上位チームとJリーグ18位（最下位）チームが、Jリーグ所属チームのホームゲームでの一発勝負を行い、勝ったチームが2回戦に進み、負けたチームがJ2参入決定。
- 2回戦は「1回戦の勝者対Jリーグ15位」「Jリーグ16位対Jリーグ17位」でホーム・アンド・アウェーの2試合を行い、勝ったチームがJ1参入決定。
- 2回戦で負けたチーム同士でホーム・アンド・アウェーの2試合を行い、勝ったチームがJ1参入決定、負けたチームがJ2参入決定。

他のJリーグチームが最初から2度のチャンス（しかもホーム・アンド・アウェー）が与えられたのに対し、福岡と川崎は一発勝負を勝ち抜いたうえで「本戦」を勝ち抜く必要があった。特に、JFLから参戦する川崎にとっては、アウェーでJリーグチームとの一発勝負に勝利する必要があるという厳しいレギュレーションであった。川崎は富士通サッカー部から体制を変更してJリーグ入りを目指して臨んだ1997年のJFLで最終節で敗れ、勝ち点1差で3位に終わってJリーグ入りを逃していた。一方の福岡は、2年連続で年間最下位であった。

## 試合展開

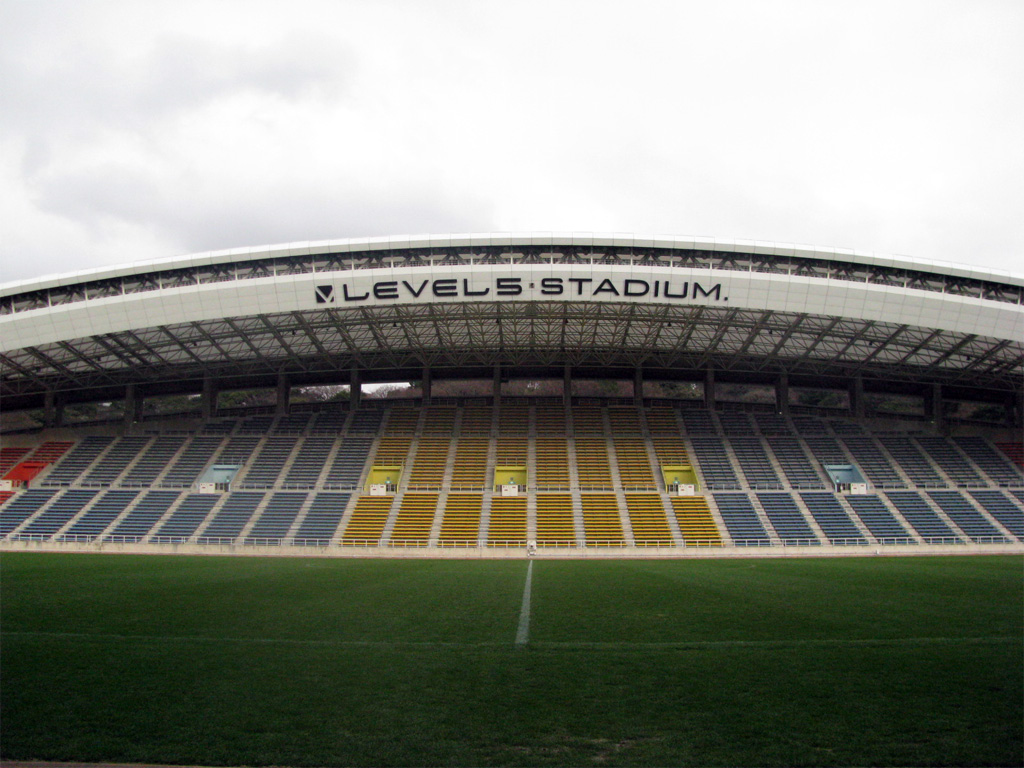
試合の行われた東平尾公園博多の森球技場（現ベスト電器スタジアム）

試合は19時キックオフのナイトゲームにて行われた。
序盤はホームの福岡が攻勢に出て、川崎ゴールを何度も脅かすものの、川崎のGK浦上壮史がファインセーブを連発、得点を許さない。逆に17分チャンスを決めきれないままでいた福岡はカウンターを受け、早いパス回しから川崎FWツゥットからの折り返しを最後は川崎MF伊藤彰が流し込んで、川崎が先制点を挙げる。
24分、福岡のスローインからの攻撃から福岡DFフェルナンドがゴール前に上げたクロスボールを川崎GK浦上がファンブル。こぼれたボールを福岡MF久藤清一が押し込んで同点とした。このとき、福岡の選手がキーパーに接触したとして川崎側がキーパーチャージではないかと抗議をするも、判定は覆ることなく試合は進み、そのまま前半終了となった。
後半は福岡優勢の状況で始まったが、61分、川崎DF中西哲生がゴール前に送った浮き気味の縦パスを川崎FWヴァルディネイが横に流し、これを川崎FWツゥットが反転しながらゴール、再度の勝ち越しに成功する。
これで勢いづいた川崎は攻勢を続け、73分には川崎FWヴァルディネイが福岡GK塚本をかわして決定的なシュートを放つが、ゴールマウスをカバーしていた福岡DF岩井厚裕がボールに頭ではじき返し、ボールはクロスバーの内側に当たるもゴールラインを割らせず、得点には至らなかった。
3分間のアディショナルタイムに突入すると、川崎は敵陣で時間稼ぎをしタイムアップを待つ行動に出たが、福岡MF西田吉洋が川崎FW菅野賢一からボールを奪い、一気にカウンターアタック。ハーフライン付近でMF久藤が一人をかわして敵陣右隅に侵入し、ゴール前へ。ヘディングの応酬による混戦の中、「（セオリーどおりなら大きく蹴り出してクリアするところを）バックパスしたらGKがキャッチできるし、そっちのほうが時間を使える」と判断した川崎DF中西の胸トラップをその意図がわからなかったGK浦上が慌てて前に詰めて中西と交錯、そのこぼれ球を途中出場の福岡FW山下芳輝がゴールに蹴り込んで、土壇場で同点に追いつく。そのままタイムアップを迎え、試合は延長戦に突入した。
延長戦は30分間（前・後半15分ずつ）で先に点を決めたチームが勝利という「延長Vゴール方式」であったが、仮に両チームとも無得点で終わった場合はPK戦は行われず、上位リーグ所属の福岡の勝利扱いとなるレギュレーションとなっていた。すなわち、是が非でもゴールを挙げて勝たねばならない川崎に対し、福岡は残り30分間を無失点に抑えれば得点を挙げなくても自動的に残れるという状況であり、川崎は積極的に攻撃に出ざるを得ない状況であった。
延長戦が始まると川崎は果敢に攻めるもののチャンスを決めきれないまま試合が進む。そして、迎えた延長前半終了間際の14分（通算104分）、福岡MF西田が福岡MF藤本とのワンツーで右サイドを抜け出しグラウンダーのセンタリング。これをゴール正面でフリーで受けた福岡DFフェルナンドがシュートを決め、Vゴール。その瞬間、川崎の選手は皆ピッチの上に崩れ落ちた。
これにより、次戦には福岡が進出し、順位ポイント15位のジェフユナイテッド市原との「本戦」（ホーム・アンド・アウェー方式）へ進出した。一方の川崎は1999年度のJ2への参入が決定した。

## 記録
| 1998年11月19日 19:05 |

| アビスパ福岡                                       | 3 - 2 (延長) | 川崎フロンターレ            |
| 久藤清一 24分 · 山下芳輝 89分 · フェルナンド 104分 | 公式記録     | 伊藤彰 17分 · ツゥット 61分 |

| 東平尾公園博多の森球技場 観客数: 12,535人 主審: アルフレド・ロダス |

| アビスパ福岡 |    |                  |      |      |
|              |    |                  |      |      |
| GK           | 01 | 塚本秀樹         |      |      |
| DF           | 03 | 古邊芳昇         | 63分 |      |
| DF           | 04 | 岩井厚裕         |      |      |
| DF           | 06 | 西ヶ谷隆之       |      |      |
| DF           | 05 | フェルナンド     |      |      |
| MF           | 18 | 藤本主税         |      |      |
| MF           | 19 | 西田吉洋         |      |      |
| MF           | 24 | 久永辰徳         | 66分 |      |
| MF           | 34 | 久藤清一         | 96分 | 12分 |
| FW           | 11 | 上野優作         |      |      |
| FW           | 29 | デュカノヴィッチ |      |      |
| サブメンバー |    |                  |      |      |
| GK           | 30 | 古川昌明         |      |      |
| DF           | 02 | 森秀昭           | 63分 |      |
| MF           | 20 | 栄井健太郎       |      |      |
| MF           | 08 | 石丸清隆         | 96分 |      |
| FW           | 14 | 山下芳輝         | 66分 |      |
| 監督         |    |                  |      |      |
| 森孝慈       |    |                  |      |      |

| 川崎フロンターレ |    |                |      |      |
|                  |    |                |      |      |
| GK               | 01 | 浦上壮史       |      |      |
| DF               | 05 | ペッサリ       |      |      |
| DF               | 14 | 中西哲生       |      |      |
| DF               | 18 | 川元正英       |      |      |
| MF               | 16 | 大塚真司       |      | 97分 |
| MF               | 19 | 伊藤彰         | 79分 |      |
| MF               | 20 | 長橋康弘       |      |      |
| MF               | 23 | 久野智昭       |      |      |
| MF               | 25 | 鬼木達         |      |      |
| FW               | 09 | ヴァルディネイ |      |      |
| FW               | 32 | ツゥット       | 88分 |      |
| サブメンバー     |    |                |      |      |
| GK               | 21 | 境秋範         |      |      |
| DF               | 15 | 土居義典       | 79分 |      |
| DF               | 04 | 小松崎保       |      |      |
| MF               | 12 | 桂秀樹         |      |      |
| FW               | 07 | 菅野賢一       | 88分 |      |
| 監督             |    |                |      |      |
| ベット           |    |                |      |      |

※当時、後半アディショナルタイムはすべて「89分」表記。